# غاري كروكر
غاري كروكر (بالإنجليزية: Garry Croker) هو لاعب تنس الطاولة أسترالي، ولد في 2 نوفمبر 1964 في كورا ‏ في أستراليا.